# Quận Aiken, South Carolina
Quận Aiken là một quận trong tiểu bang South Carolina. Năm 2000, quận có dân số 142.552 người; năm 2005, Cục điều tra dân số Hoa Kỳ ước tính dân số quận này là 150.181 người. Quận lỵ đóng ở Aiken.6
Quận Aiken thuộc vùng đô thị Georgia Augusta.
Tên quận đã được đặt theo William Aiken (1779-1831) người đã chủ tịch đầu tiên của Công ty đường sắt South Carolina. Năm 1871, quận Aiken đã được lập từ các khu vực của Barnwell, Edgefield, Lexington, và Orangeburg.
Sau nội chiến Mỹ, quận này đã trở thành một nơi ở mùa Đông cho những người giàu Miền Bắc. Ngày nay quận vẫn là một khu vực cho những người huấn luyện và cưỡi ngựa.
Thập niên 1950, quận Aiken cùng với các quận gần đó là Allendale và Barnwell đã được chọn làm địa điểm chứa các vật liệu phóng xạ và các vật liệu khí tài khác, nay gọi là Savannah River Site.

## Địa lý
The county seat of Aiken County is Aiken, SC. Theo Cục điều tra dân số Hoa Kỳ, quận có tổng diện tích 1,080 dặm Anh vuông (2,798 km²), trong đó, 1,073 dặm Anh vuông (2,778 km²) là diện tích đất và 8 dặm Anh vuông (20 km²) trong tổng diện tích (0.72%) là diện tích mặt nước.

### Các quận giáp ranh
- Quận Saluda, South Carolina - Bắc
- Quận Lexington, South Carolina - Đông bắc
- Quận Orangeburg, South Carolina - Đông
- Quận Barnwell, South Carolina - Nam
- Quận Burke, Georgia - Tây nam
- Quận Edgefield, South Carolina - Tây
- Quận Richmond, Georgia - Tây

### Các xa lộ chính
| - I-20 - I-520 - U.S. 1 - US 25 - US 78 - US 278 |

## Thông tin nhân khẩu
Theo cuộc điều tra dân số2 tiến hành năm 2000, quận này có dân số 142.552 người, 55.587 hộ, và 39.411 gia đình sinh sống trong quận này. Mật độ dân số là 133 người trên mỗi dặm Anh vuông (51/km²). Đã có 61,987 đơn vị nhà ở với một mật độ bình quân là 58 trên mỗi dặm Anh vuông (22/km²).  Cơ cấu chủng tộc của dân cư sinh sống tại quận này gồm 71.37% người da trắng, 25.56% người da đen hoặc người Mỹ gốc Phi, 0.40% người thổ dân châu Mỹ, 0.63% người gốc châu Á, 0.03% người đảo Thái Bình Dương, và 1.18% từ hai hay nhiều chủng tộc.  2.12% dân số là người Hispanic hoặc người Latin thuộc bất cứ chủng tộc nào. 22.0% là người Mỹ, 9.7% người Anh, 8.4% người Đức và 7.9% người Ireland theo kết quả điều tra dân số năm 2000.
Có 55.587 hộ trong đó có 33.10% có con cái dưới tuổi 18 sống chung với họ, 53.30% là những cặp kết hôn sinh sống với nhau, 13.80% có một chủ hộ là nữ không có chồng sống cùng, và 29.10% là không gia đình. 25.20% trong tất cả các hộ gồm các cá nhân và 9.20% có người sinh sống một mình và có độ tuổi 65 tuổi hay già hơn.  Quy mô trung bình của hộ là 2.53 còn quy mô trung bình của gia đình là 3.03.
In the county, the population was spread out with 26.20% dưới độ tuổi 18, 8.80% từ 18 đến 24, 28.90% từ 25 đến 44, 23.30% từ 45 đến 64, và 12.80% người có độ tuổi 65 tuổi hay già hơn.  Độ tuổi trung bình là 36 tuổi. Cứ mỗi 100 nữ giới thì có 92.90 nam giới. Cứ mỗi 100 nữ giới có độ tuổi 18 và lớn hơn thì, có 89.20 nam giới.
Thu nhập bình quân của một hộ ở quận này là $37.889, và thu nhập bình quân của một gia đình ở quận này là $45.769. Nam giới có thu nhập bình quân $36.743 so với mức thu nhập $23.810 đối với nữ giới. Thu nhập bình quân đầu người của quận là $18.772. Khoảng 10.60% gia đình và 13.80% dân số sống dưới ngưỡng nghèo, bao gồm 18.90% những người có độ tuổi 18 và 12.50% thuộc độ tuổi 65 hay cao hơn.

## Các thành phố, thị trấn
- Aiken
- Bath
- Beech Island
- Belvedere
- Burnettown
- Clearwater
- Gloverville
- Graniteville
- Jackson
- Langley
- Monetta
- New Ellenton
- North Augusta
- Perry
- Salley
- Vaucluse
- Wagener
- Warrenville
- Windsor